# Provinz Relizane
Die Provinz Relizane (arabisch ولاية غليزان, DMG Wilāyat Ġulaizān, tamazight ⴰⴳⴻⵣⴷⵓ ⵏ ⵉⵖⵉⵍ ⵏ ⵢⵉⵣⴰⵏ Agezdu n Iɣil n Yizan) ist eine Provinz (wilaya) im nordwestlichen Algerien.
Die Provinz liegt nahe dem Mittelmeer im Atlasgebirge und umfasst eine Fläche von 5208 km².
Rund 674.000 Menschen (Schätzung 2006) bewohnen die Provinz, die Bevölkerungsdichte beträgt somit rund 130 Einwohner pro Quadratkilometer.
Hauptstadt der Provinz ist Relizane (Ghilizane).
Während des algerischen Bürgerkrieges fanden zum Jahreswechsel 1997/98 in mehreren Dörfern der Provinz Relizane Massaker statt, die Hunderte von Todesopfern forderten.